# ساوث هورون (أونتاريو)
ساوث هورون، أونتاريو (بالإنجليزية: South Huron)‏ هي مدينة كندية تقع في مقاطعة أونتاريو. تبلغ مساحة هذه المدينة 425.3494 (كم²)، ويبلغ عدد سكانها 9982 نسمة حسب إحصاء سنة 2006 م، بينما كان يسكنها 10019 نسمة في سنة 2001 م. تحتل هذه المدينة المرتبة رقم 382 بين مدن كندا حسب عدد السكان والمرتبة رقم 144 في المقاطعة. نما عدد السكان في هذه المدينة بنسبة (-0.4) بين العامين المذكورين.

## أعلام
- جيمس غارفيلد غاردينر

## وصلات خارجية
- الأطلس الحكومي لكندا
- إحصاءات كندا مع ساعة تعداد السكان